# Ау (Форарльберг)
Ау —  містечко та громада округу Брегенц в землі Форарльберг, Австрія.
Ау лежить на висоті 800 над рівнем моря і займає площу 44,91 км². Громада налічує 1684 мешканців. 
Густота населення 37/км².  
Громада лежить в районі, який носить назву Брегенцвальд. Населення Форальбергу розмовляє алеманським діалектом німецької мови, а тому ближче до швейцарців, ніж до населення більшої частини Австрії, яке розмовляє баварсько-австрійським діалектом. 
|                             |
| Ау на мапі округу та землі. |

 Адреса управління громади: Argenau 376, 6883 Au (Vorarlberg). 

## Демографія
Історична динаміка населення міста за даними сайту Statistik Austria

## Галерея

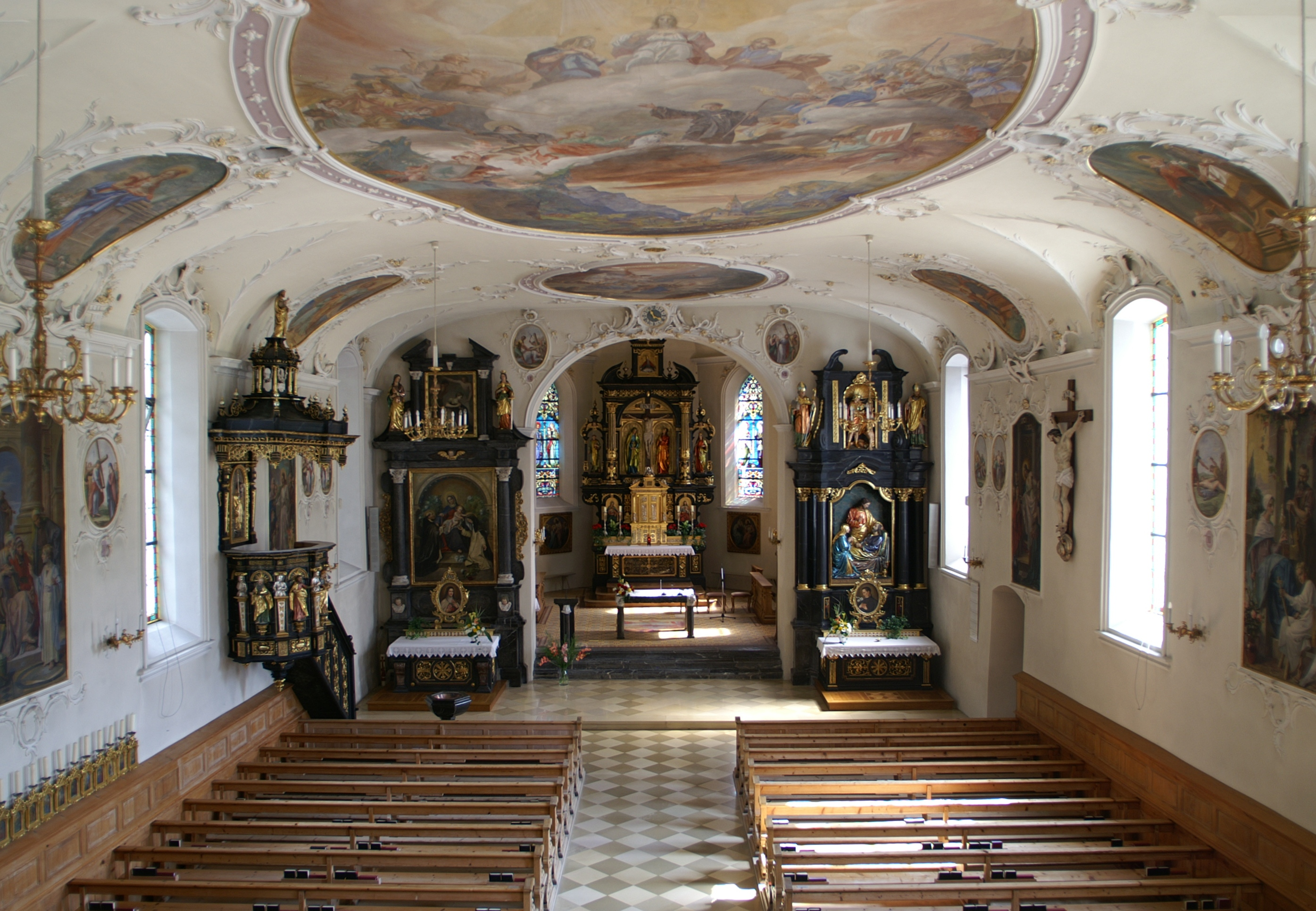
Blick zum Altar
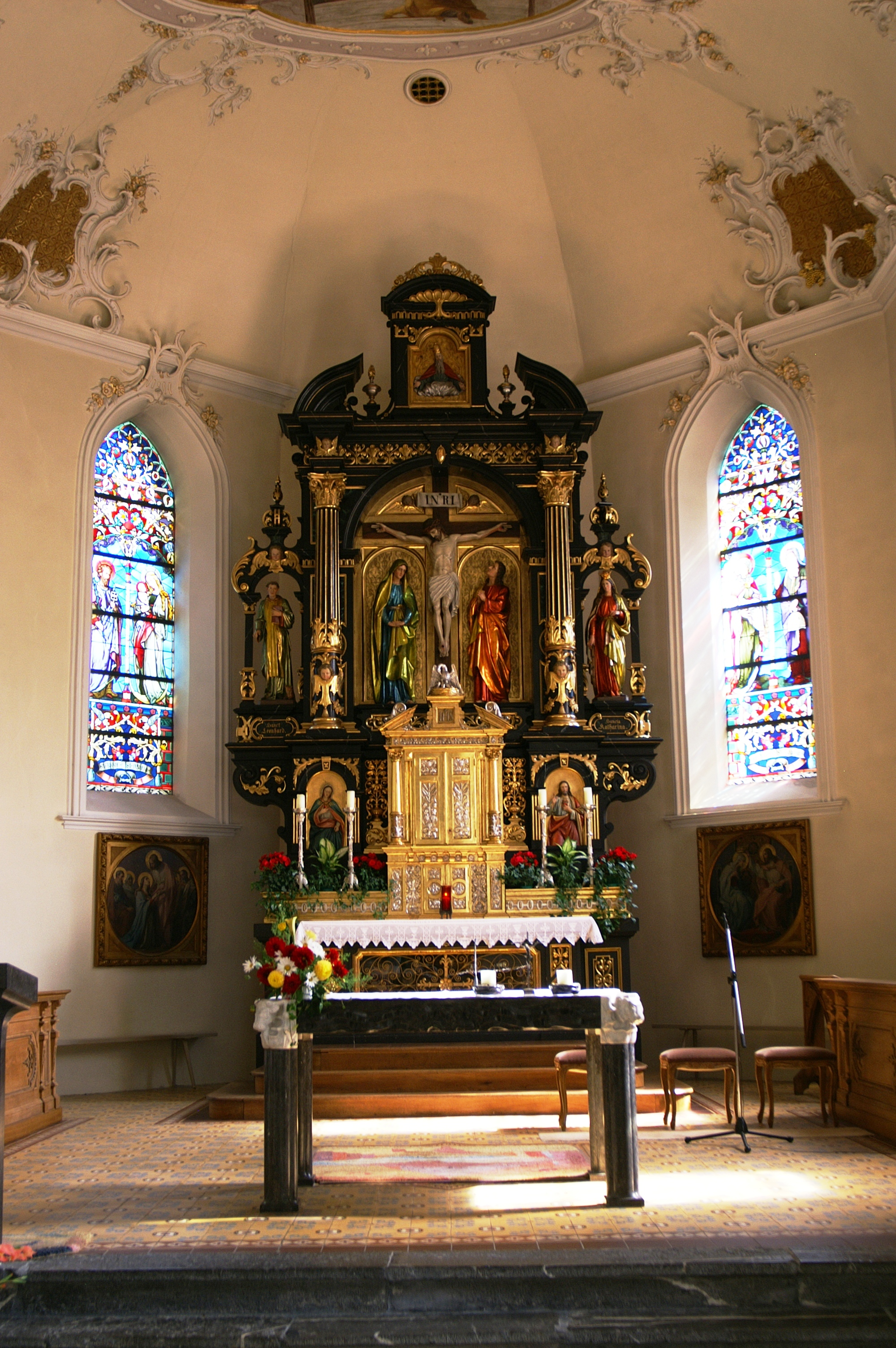
Hochaltar
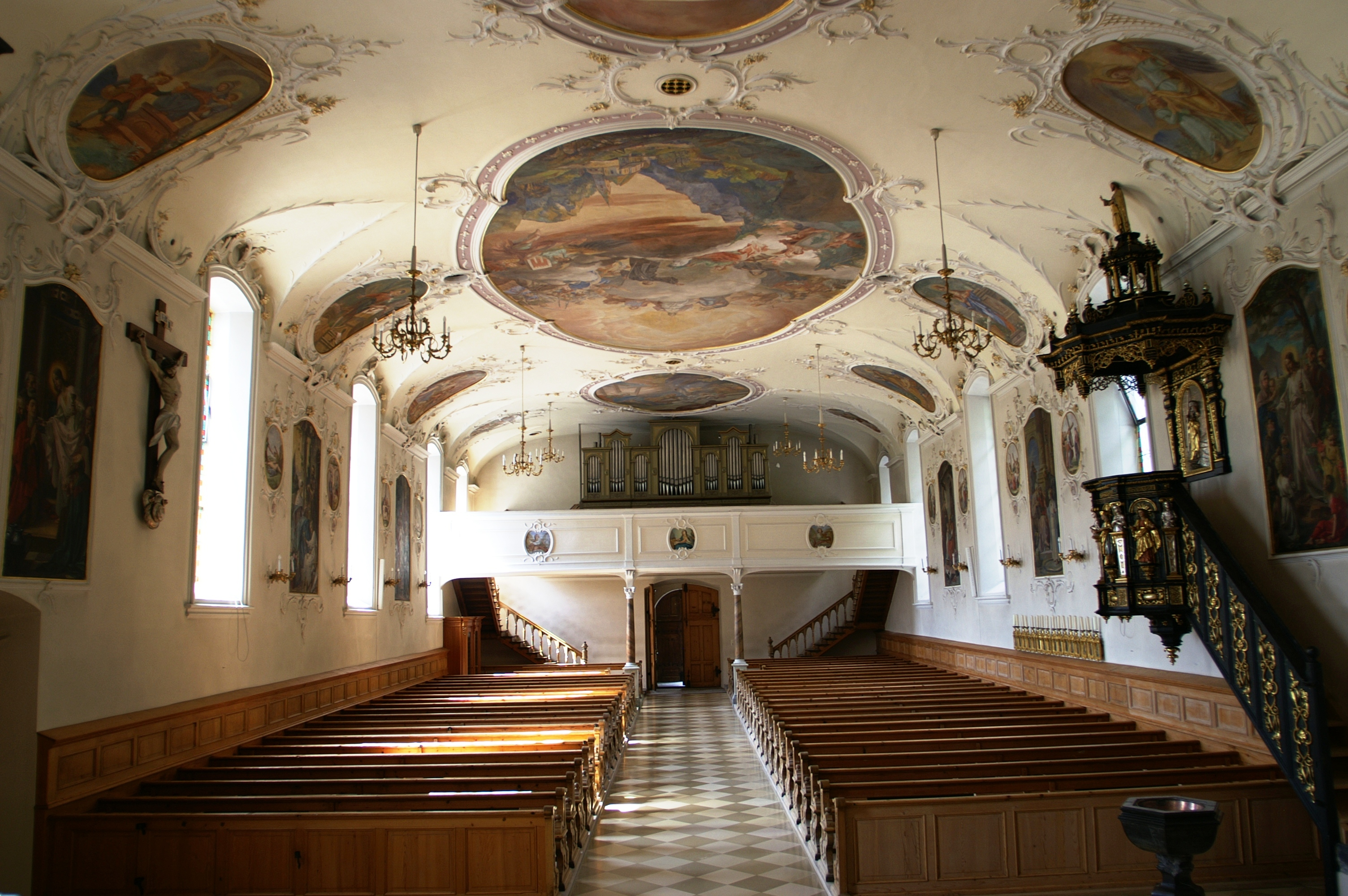
Blick zur Empore